# Scolopsis monogramma
Scolopsis monogramma, một số tài liệu tiếng Việt gọi là cá dơi mô-nô, là một loài cá biển thuộc chi Scolopsis trong họ Cá lượng. Loài này được mô tả lần đầu tiên vào năm 1830.

## Từ nguyên
Từ định danh monogramma được ghép bởi hai âm tiết trong tiếng Hy Lạp cổ đại: mónos (μόνος; "đơn; một") và grámma (γράμμα; "dòng chữ"), hàm ý không rõ, có thể đề cập đến dải sọc nâu đen ở bên lườn của loài cá này.

## Phạm vi phân bố và môi trường sống
Từ Myanmar, S. monogramma được phân bố trải dài gần như khắp Đông Nam Á, xa về phía đông đến Papua New Guinea, giới hạn phía nam đến Úc, ngược lên phía bắc đến quần đảo Ryukyu (Nhật Bản).
Ở Việt Nam, S. monogramma được ghi nhận tại vịnh Hạ Long (Quảng Ninh); Hà Tĩnh; quần đảo Hoàng Sa và cù lao Chàm (Quảng Nam); bờ biển Ninh Thuận và Phú Yên; cù lao Câu (Bình Thuận); quần đảo An Thới, quần đảo Nam Du, quần đảo Hà Tiên và bờ biển Hà Tiên (Kiên Giang).
S. monogramma thường xuất hiện trên nền cát gần các rạn san hô, cũng có khi được tìm thấy trong các thảm cỏ biển, độ sâu đến ít nhất là 50 m.

## Mô tả
Chiều dài cơ thể lớn nhất được ghi nhận ở S. monogramma là 38 cm. Loài này thường có màu nâu xám nhạt, dọc bên lườn có một dải nâu sẫm từ mắt xuống cuống đuôi; dải này rất rõ ở cá con, nhưng ở nhiều cá thể trưởng thành, dải này lại rất nhạt (gần như không thấy). Đầu có nhiểu vệt sọc màu xanh lơ, đặc biệt sọc một sọc nối giữa hai mắt ở phía trên mũi. Thùy trên của vây đuôi dài hơn so với thùy dưới, thường phát triển thêm các sợi tia ở cá trưởng thành.
Số gai ở vây lưng: 10; Số tia vây ở vây lưng: 9; Số gai ở vây hậu môn: 3; Số tia vây ở vây hậu môn: 7; Số tia vây ở vây ngực: 18; Số gai ở vây bụng: 1; Số tia vây ở vây bụng: 5.

## Sinh thái học
S. monogramma sống đơn độc hoặc hợp thành từng nhóm nhỏ. Thức ăn của chúng bao gồm những loài cá nhỏ, động vật giáp xác, động vật thân mềm và giun nhiều tơ.
S. monogramma có thể sống được đến ít nhất là 10 năm. Theo quan sát ở Nhật, thời điểm sinh sản của S. monogramma diễn ra vào khoảng tháng 6 và tháng 7 (đạt đỉnh điểm là tháng 7).
Ở rạn san hô Great Barrier, cá mú con của loài Plectropomus maculatus bắt chước kiểu hình của S. monogramma chưa trưởng thành. Có thể P. maculatus lợi dụng vẻ ngoài tương tự và hành vi ăn các loài giáp xác dưới nền đáy của S. monogramma để săn những loài cá bống sống dưới cát.

## Thương mại
S. monogramma được khai thác ở nhiều nơi trong phạm vi phân bố của chúng. Sản lượng đánh bắt của S. monogramma ở Okinawa (Nhật Bản) là 5–7 tấn trong giai đoạn năm 2008–2012.